# هاو دو يو دو!
«هاو دو يو دو!» هي أغنية بوب روك من قبل روكسيت. نشرت أولاً في ألبوم توريسم.

## قائمة التشغيل
1. «هاو دو يو دو!»
2. «فايدينغ لايك أ فلاور» (حية)
3. "كنوكن أون إفري دور" (BomKrash 12" remix)
4. «هاو دو يو دو!» (BomKrash 12" remix)

تم تسجيل نسخة حية من «فايدينغ لايك أ فلاور» في مركز الترفيه في سيدني، أستراليا في ديسمبر 1991.

## المخططات البيانية
| المخطط البياني (1992)                      | موقع الذروة |
| ------------------------------------------ | ----------- |
| المخطط البياني النمساوي للأغاني المنفردة   | 2           |
| المخطط البياني الهولندي للأغاني المنفردة   | 2           |
| المخطط البياني الألماني للأغاني المنفردة   | 2           |
| المخطط البياني النرويجي للأغاني المنفردة   | 1           |
| المخطط البياني البولندي للأغاني المنفردة   | 5           |
| المخطط البياني السويدي للأغاني المنفردة    | 2           |
| المخطط البياني السويسري للأغاني المنفردة   | 2           |
| بيلبورد هوت 100 للولايات المتحدة           | 58          |
| بيلبورد توب 40 ماين ستريم للولايات المتحدة | 34          |
| المخطط البياني للمملكة المتحدة             | 13          |